# Curtis Howe Springer
Curtis Howe Springer (* 2. Dezember 1896 in Birmingham, Alabama; † 19. August 1985 in Las Vegas, Nevada) war ein US-amerikanischer Hochstapler, der als Radioprediger und Wunderheiler Karriere machte. Am bekanntesten wurde er durch das von ihm gegründete Heilbad Zzyzx.

## Biografie
Über die frühen Jahre Curtis Howe Springers ist wenig bekannt. Er diente wahrscheinlich in der US Army und war für Politiker (etwa William Jennings Bryan) und Prediger (etwa Billy Sunday) tätig. Springer war zweimal verheiratet und hatte mehrere Kinder.
In den 1930ern trat Springer durch öffentliche Vorträge im Mittleren Westen in Erscheinung, bei denen er sich mit falschen akademischen Titeln schmückte und obskure Wundermittel zum Kauf anbot. Er hatte eigene Sendungen bei verschiedenen Radiosendern und veröffentlichte seine Botschaften auch in gedruckter Form. In seinen Vorträgen, Sendungen und Veröffentlichungen kombinierte er religiöse und medizinische Themen, um Werbung für seine Wunderkuren zu machen und Spenden zu sammeln.
1935 veröffentlichte die American Medical Association einen Untersuchungsbericht, in dem Springer als Betrüger entlarvt wurde.
1931 hatte Springer sein erstes Heilbad in Maple Glen, Pennsylvania, eröffnet, das nach sechs Jahren wegen ausstehender Steuerschulden bankrottging. Weitere Versuche, Wunderkuren an einem festen Ort anzubieten, schlugen ebenfalls fehl. 1944 erwarb er Schürfrechte inmitten der Mojave-Wüste. Das Gelände war ein ehemaliger Armeeposten und Haltestation der stillgelegten Tonopah and Tidewater Railroad von Ludlow in Kalifornien nach Beatty in Nevada.
Springer gab dem Ort, der zuvor als Soda Springs bekannt war, den Namen Zzyzx. Mit der Zeit entstand ein kompletter Badeort mit Spa (inklusive heißer Quellen, deren Wasser jedoch künstlich erhitzt wurde), Hotel, Kirche, Radiostation, Flugplatz, künstlichem See und weiteren Gebäuden. Springer predigte von hier aus im Radio und vermarktete zahlreiche Wundermittel und Kuren.
Ende der 1960er wurde ein Verfahren gegen Springer eingeleitet, nachdem er begonnen hatte, gegen Spenden Land zur privaten Bebauung freizugeben. Er hatte lediglich die Schürfrechte erworben, war also nicht Eigentümer des Grundstücks. Springer und seine Anhänger mussten Zzyzx räumen. 1976 wurde in den Gebäuden ein Wüstenforschungszentrum eingerichtet.
In der Folge wurde Springer wegen betrügerischer Werbung zu einer mehrmonatigen Haft verurteilt. Den Rest seines Lebens verbrachte Springer in Las Vegas, wo er 1985 im Alter von 88 Jahren starb.